# Фишер, Альфред (штурмбаннфюрер СС)
Альфред Фишер (нем. Alfred Fischer; 14 декабря 1907, Вена — 28 июля 1945, Гожув-над-Вартой, Познанское воеводство) — штурмбаннфюрер СС, кавалер Рыцарского креста Железного креста.

## Карьера
С 1926 года аптекарь по профессии состоял в рядах Штирийской самообороны, с 1933 года вступил в СА.
1 мая 1934 года вступил в НСДАП и СС (№ 296850). 10 сентября 1939 года произведён в унтерштурмфюреры.

## Вторая мировая война
1 мая 1940 года поступил в артиллерийский полк СС. С 11 сентября 1942 года стал командиром 5-й батареи 5-го артиллерийского полка СС дивизии СС «Викинг».
1 июня 1943 года командир 2-го дивизиона 11-го танкового артиллерийского полка СС 11-й моторизированной дивизии СС «Нордланд».
В начале мая 1945 года был тяжело ранен в бою. 8 мая 1945 года награждён Рыцарским крестом Железного креста.
Умер в госпитале для военнопленных от последствий ранения.

## Награды
- Железный крест 2-го класса
- Железный крест 1-го класса
- Немецкий крест в золоте (8 января 1943)
- Рыцарский крест (8 мая 1945)